# Hideo Takahashi
Hideo Takahashi (japanisch 高橋 英夫, Takahashi Hideo; geboren 30. April 1930 in Tokio; gestorben 13. Februar 2019) war ein japanischer Literaturwissenschaftler.

## Leben und Wirken
Hideo Takahashi absolvierte an der Universität Tokio ein Studium der Literaturwissenschaft. Er war als Übersetzer und als Teilzeit-Hochschullehrer tätig. Bei seinem Schreiben wurde er von Kobayashi Hideo beeinflusst. 1968 veröffentlichte er sein erstes Buch: „Orikuchi-gaku no hassō josetsu“ (折口学の発想序説) – „Einführung in die Orikuchi-Ideen“, womit die Ideen des Literaturkritikers Orikuchi Shinobu gemeint sind. Er erhielt eine Reihe von Preisen.
- 1971 wurde Takahashi mit dem „Kamei-Katsuichirō-Preis“[A 1] für „Hihyō no seishin“ (批評の精神) – „Geist der Kritik“,
- 1976 den „Kunstpreis“ (芸術選奨, Geijutsu-senshō) der Agency for Cultural Affairs für „Yakuwari toshite no kami“ (役割としての神) – „Gott in seiner Rolle“,
- 1982 folgte der Yomiuri-Literaturpreis im Fach „Kritiken“ für „Shiga Naoya – Kindai to shinwa“ (志賀直哉―近代と神話) – „Naoya Shiga – Moderne und Mythologie“,
- 1985 dann der Hirabayashi-Taiko-Literaturpreis für „Idainaru kurayami“ (偉大なる暗闇) – „Riesengroße Dunkelheit“,
- 1997 Japanische Akademie der Künste
- 2018 gewann er den „Tōson Memorial Award“[A 2] für „Jikū sōbō“ (時空蒼茫) – „Blauer Himmel in Zeit und Raum“,
- 1992 gewann er den Itō-Sei-Literaturpreis für „Haha naru mono ― kindai bungaku to ongaku no basho“ (母なるもの―近代文学と音楽の場所) – „Mutterschaft – Ein Ort für moderne Literatur und Musik“.

Takahashi verfasste auch „Mikrokosmos“ (ミクロコスモス) und übersetzte bereits 1963 Johan Huizingas „Homo Ludens“. Insgesamt ist das hier nur eine Auswahl aus über 50 Büchern von Takahashi.